# Lobogeniates brevior
Lobogeniates brevior är en skalbaggsart som beskrevs av Ohaus 1917. Lobogeniates brevior ingår i släktet Lobogeniates och familjen Rutelidae. Inga underarter finns listade i Catalogue of Life.